# Мостова брама (Варшава)
Мостова брама (пол. Brama Mostowa) — це історична споруда у Варшаві, розташована на узбережжі річки Вісли.

## Історія
Спочатку Мостова брама була споруджена в 1582 році як одна з брам у міських стінах Варшави. Вважають, що будівником був Еразм із Закроцима. На відміну від інших брам, її побудували для запобігання поширенню вогню від густо забудованого міста до новозбудованого дерев’яного мосту через річку. Тому брама отримала саме таку назву — Мостова брама. Хоча міст був зруйнований у результаті повені у 1603 році, а наступні мости були побудовані південніше, та назва залишилась. Брама в 1648-1649 роках була розширена, виконувала нове призначення до 1769 року, коли її перетворили на міську в'язницю. Тоді ж розбудували (можливо, керував розбудовою Якуб Фонтана) вздовж вулиці Болець. Наступна перебудова була проведена між 1796 і 1806 роками.
Площа Мостової брами була збільшена, в’язні вивозили з міста бруд, сміття, бруд та сміття. На території було влаштовано тюремний сад. Після 1793 р. на двоповерховому павільйоні був побудований лазарет, а зі сходу стіна повністю закривала вежу.
Під час Королівства Конгресового у в приміщенні розміщувався головний ізолятор Варшавського та Каліського воєводств. Після Листопадового повстання та рішення Росії звести Варшавську цитадель, у 1833 році в'язниця була ліквідована. Будівлю відремонтували, щоб перетворити на приватний будинок. У зв’язку з новим призначенням вуличної будівлі вулиці було надано назву «Благоустрій», але жителі міста назвали її «Болісна», оскільки сім’ї супроводжували затриманих до в’язниці. Будинки були продані Юзефу Вілсону, який відбудував їх. До 1921 р. споруда виконувала функції житлового будинку, кілька разів змінюючи власників. Тут мешкали бідні люди, переважно євреї. У 1921 році Мостова брама перейшла у власність Міністерства сільського господарства, після ремонту використовувалась для житла для своїх працівників. Під час Варшавського повстання з 8 по 28 серпня 1944 року будівля була бастіоном оборони Старого міста з боку Вісли. Споруду було серйозно пошкоджено.
Мостову браму разом із будівлею в'язниці було відновлено в 1961–1965 роках за задумом Яна Грудзінського>. Первісний вигляд будівлі відновлено, на східному фасаді реконструйовано арку готичних воріт.

## Опис
Спочатку це була цегляна споруда прямокутного плану, з прохідною брамою та можливостями для стрільби. На будівлі було розміщено пам’ятну табличку з польським орлом та літерою «А» латинським шрифтом. 

## Сучасність
У 1994 році на стіні Будівлі було відкрито меморіальну дошку, присвячену воїнам, які воювали під час Варшавського повстання.
У 2010–2012 роках підвал будівлі був відремонтований, його включили до культурного маршруту Старого міста. Тоді ж було збудовано амфітеатр на місці колишнього рову з північної сторони.